# Uttumer Kirche

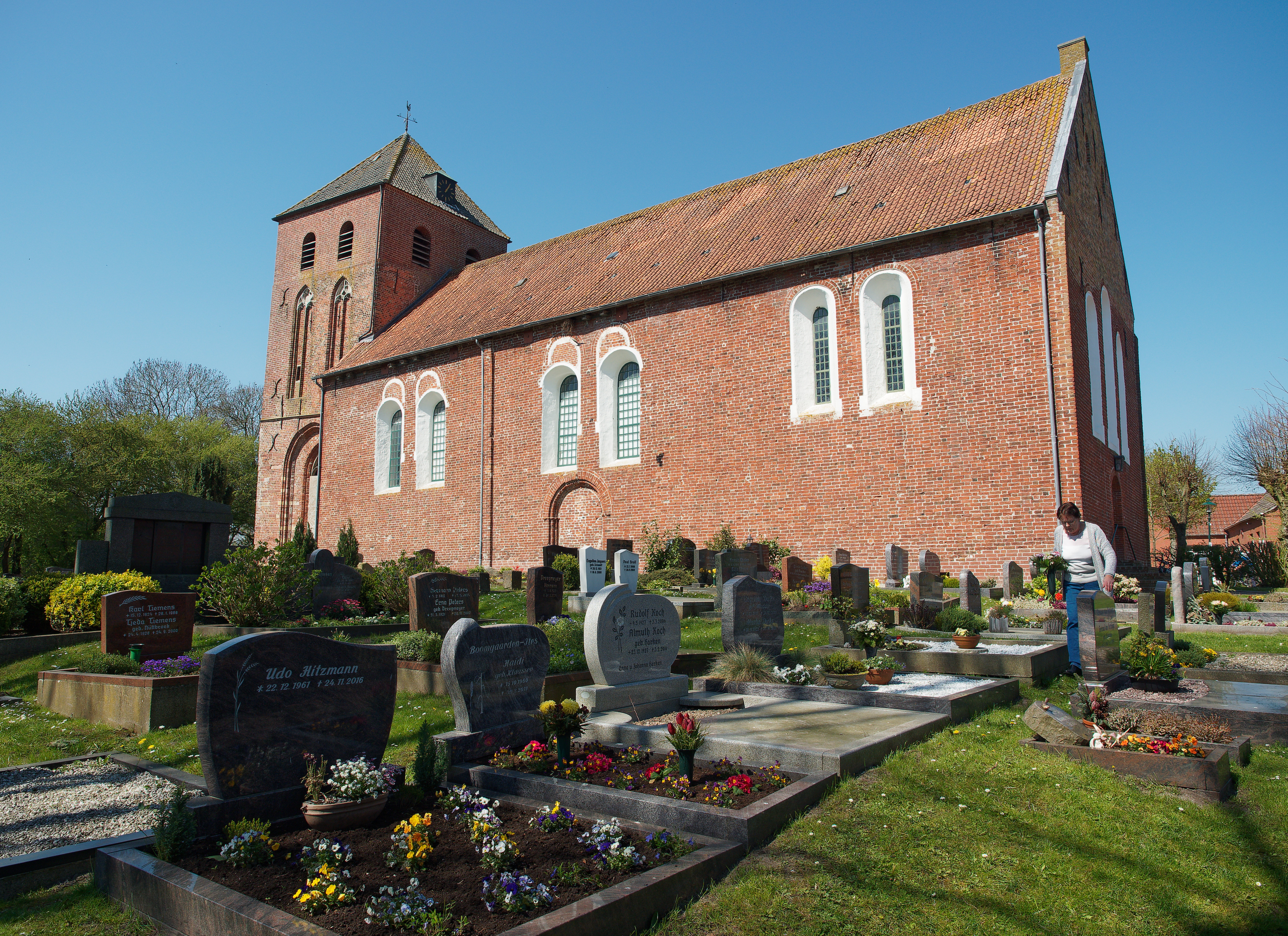
Südseite der Uttumer Kirche

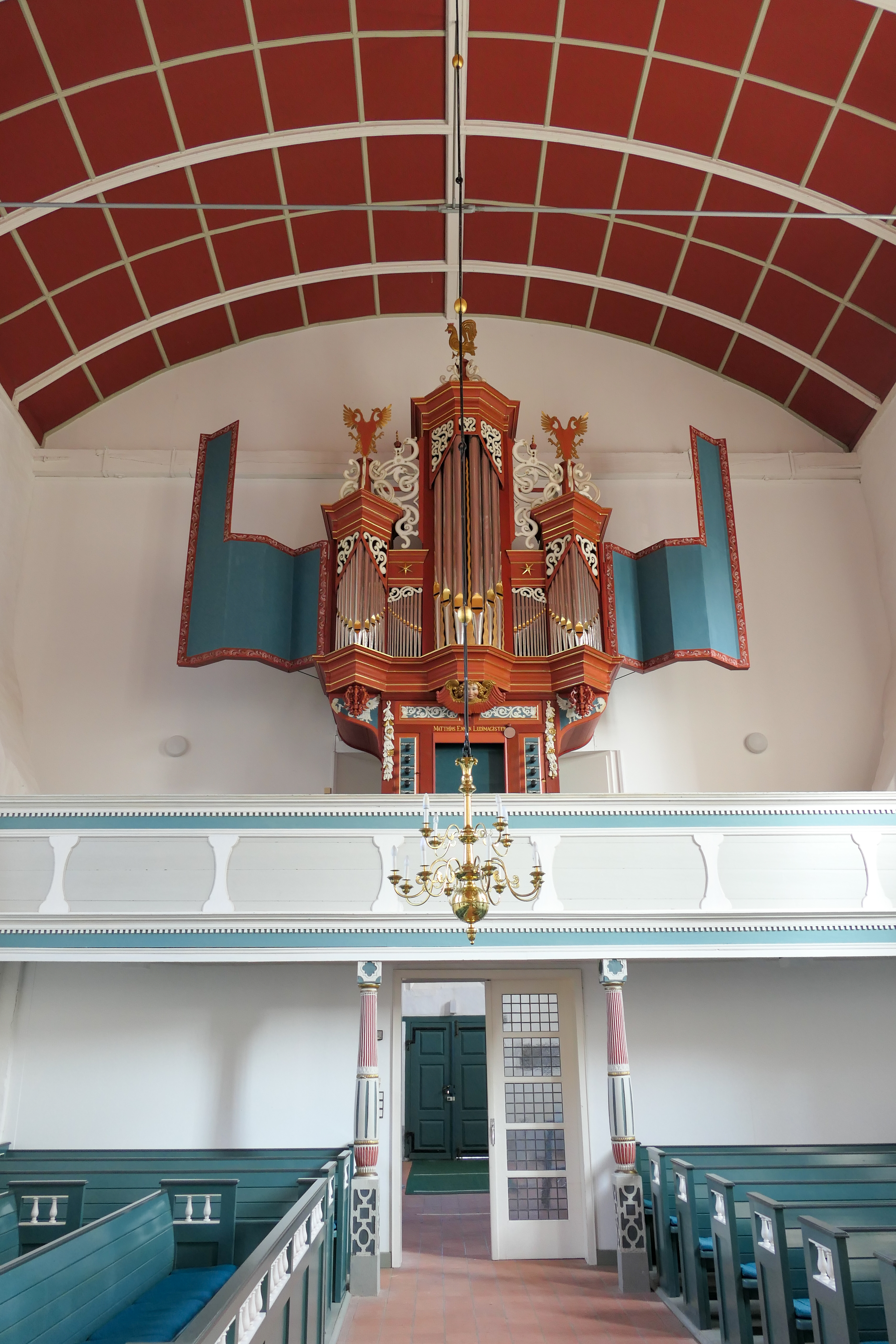
Uttumer Orgel auf der Ostempore

Die evangelisch-reformierte Uttumer Kirche wurde im ostfriesischen Uttum Mitte des 13. Jahrhunderts als Saalkirche im Übergangsstil der Romano-Gotik auf einer Warft errichtet. Der spätgotische Westturm von 1527 erhielt sein heutiges Aussehen nach einem Teileinsturz im Jahr 1931. Von europäischer Bedeutung ist die fast vollständig erhaltene Renaissance-Orgel von etwa 1660.

## Geschichte
Die heutige Kirche wurde um 1250 errichtet. Über eine eventuelle Vorgängerkirche sind keine Details bekannt. Ein Hinweis auf ihre Existenz wird darin gesehen, dass der Kölner Geistliche Thomas Olivier 1224 in Uttum und Groothusen predigte und für die Kreuzzüge warb. 1255 ist ein namentlich nicht genannter „decanus de Uttum“ bezeugt. Die stattliche Kirche weist auf die hohe Bedeutung Uttums hin, das im Mittelalter Sitz eines Häuptlings war, über zwei Burgen verfügte und seit 1276 zugleich Propsteisitz des Federgaus im Bistum Münster war. Im 15. Jahrhundert traten verschiedene Repräsentanten in der Doppelfunktion als „Propst und Häuptling“ urkundlich auf, so zwischen 1450 und 1493 ein gewisser Beno Liudwardisna Beninga, der mit Etta von Nordorp verheiratet war.
Im Jahr 1527 wurde die Kirche für den angebauten repräsentativen Westturm um ein Joch gekürzt. Auf den wehrhaften Charakter weisen die Schießscharten an der Nordseite hin. Um 1535 wechselte die Kirchengemeinde zum reformierten Bekenntnis über und berief Hinricus Grimerius als ersten protestantischen Prediger. Seit der Reformation dient der Chorraum als Grablege der lokalen Häuptlinge. Mindestens bis 1584 versorgten zwei Geistliche die Gemeinde, von denen einer zugleich Organist und Schulmeister war. Ab 1581 wurde der Chor in einen Abendmahlsraum umgestaltet. Die Altäre und Heiligenbilder wichen einem Abendmahlstisch und einer Schrifttafel mit den Einsetzungsworten.

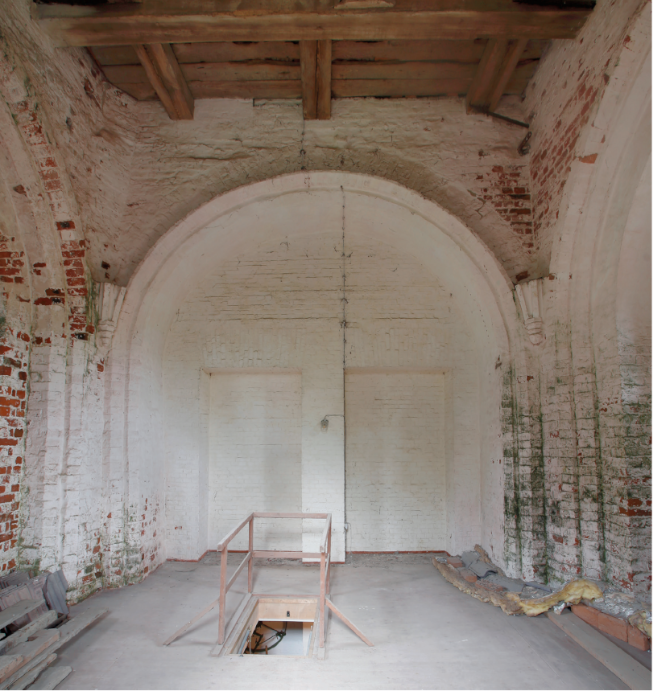
1933 vermauerter Gurtbogen zwischen Turm und Schiff

Als 1791 der Dachreiter erneuert wurde, wurde vermutlich der ursprüngliche Staffelgiebel durch einen Dreiecksgiebel ersetzt. Im Jahr 1828 wurde der Chor vom Kirchenschiff abgetrennt und in einen Eingangsbereich umgestaltet. In diesem Zuge wurde auch die Ostempore eingebaut und die Orgel 1829 hierher versetzt. Die Orgel von etwa 1660 stand zunächst auf der Westempore, die vom Turm zugänglich war, vor einem 7,63 m hohen, profilierten Rundbogen zum Turm und wurde von zwei Priechen mit bekrönendem Schnitzwerk flankiert. Nach der Umsetzung der Orgel wurde an ihrer Stelle eine dritte Prieche eingebaut. 1861 ersetzte eine Chorwand den bisherigen Lettner. Der Haupteingang wurde von der Südseite des Turms an die Ostseite der Kirche verlegt. Der Chorraum verlor seine Funktion als Abendmahlsraum und wurde zum Vorraum. Wohl im Rahmen von größeren Sanierungsarbeiten im Jahr 1891 ließ die Gemeinde das Sterngewölbe im Turm abbrechen, den Rundbogen zum Kirchenschiff durch eine Holzwand verschließen und 1933 massiv vermauern. 1910/1911 wurden die Epitaphe mit einer Ausnahme im Chor aufgestellt. Aufgrund von Baufälligkeit und einer seitlichen Absenkung fiel am 4. Dezember 1931 ein 25 Meter hohes und 6 Meter breites Mauerstück aus der Westseite des Turms heraus. In den beiden Folgejahren erhielt der Turm ein neues Fundament. Das Obergeschoss wurde abgetragen und erheblich gestutzt, sodass jetzt im Wesentlichen nur noch zwei Geschosse vorhanden sind. Die Westempore wurde wegen der Turmsanierung entfernt.
1950 wurden vier Querbalken im Kirchenschiff, auf denen die Segmentbogendecke ruhte, durch Eisenanker ersetzt. Bei Ausschachtungsarbeiten 1967 im Chor wurde in 1,37 Meter Tiefe eine 6 cm dicke Muschelkalkschicht entdeckt, über der dunkelgrüne Fliesen gelegt waren, während unter den Fliesen im Kirchenschiff die Muschelkalkschicht nur 2 cm dick war. Der alte Friedhofsboden reichte bis zu 3,50 Meter tief. Insgesamt wurden 68 menschliche Skelette freigelegt, die teilweise in Särgen bestattet waren. Im nördlichen Chorbereich befanden sich in zwei Grüften je zwei eichene Särge auf eisernen Böcken. Das nach dem Zweiten Weltkrieg angeschaffte Kirchengestühl wurde im Zuge einer Innenrenovierung 1971 ersetzt. Eine an der Nordwand erhaltene Prieche wurde entfernt, ein neuer Abendmahlstisch angeschafft und die Totenschilde von der Orgelempore an die West- und Nordwand umgehängt. 2022–2024 erfolgte die Sanierung des Kirchturms, dessen Außenschale abgebrochen und mit etwa 3500 Steinen neu aufgeführt wurde. Erneuert wurden zudem die Balkenaufleger, die Stockwerksgesimse und der steinerne Bodenbelag der Turmhalle. Die dort in den 1970er Jahren eingebaute Leichenhalle wurde abgebrochen und die Turmhalle unter Beibehaltung der Holzbalkendecke aus dem Ende des 19. Jahrhunderts wiederhergestellt.

## Baubeschreibung

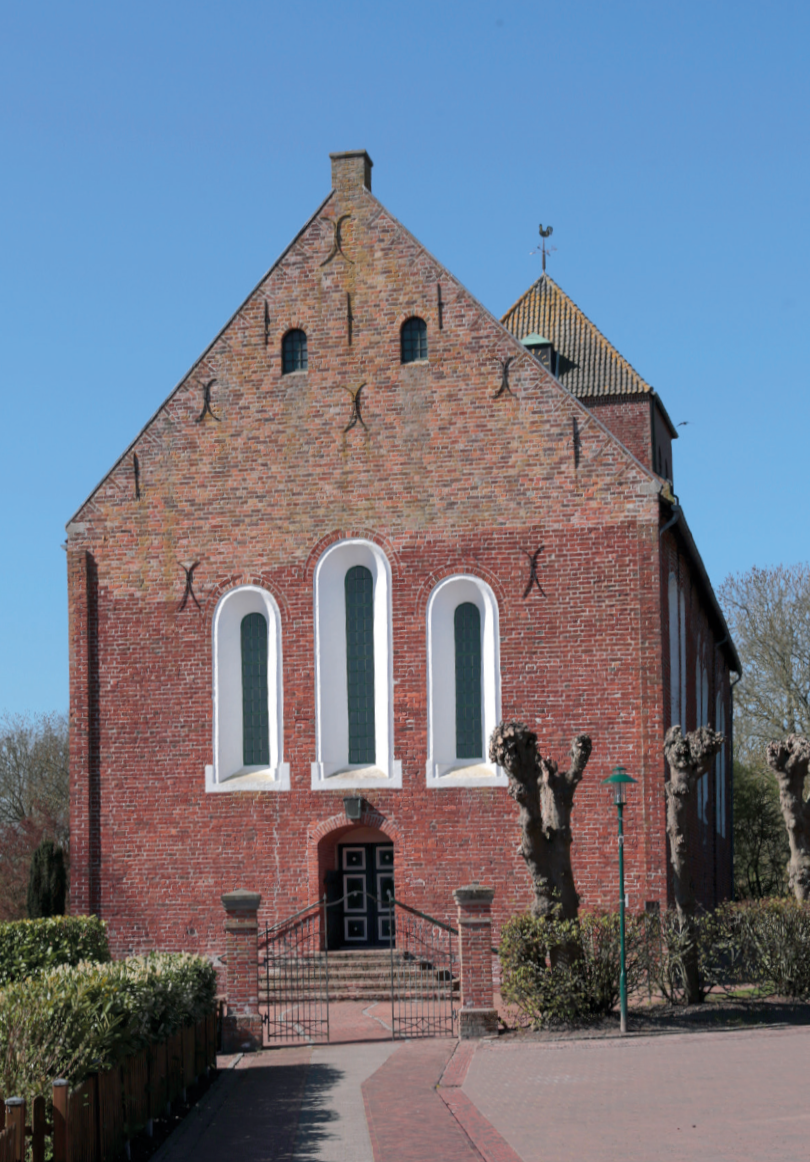
Östliche Giebelseite

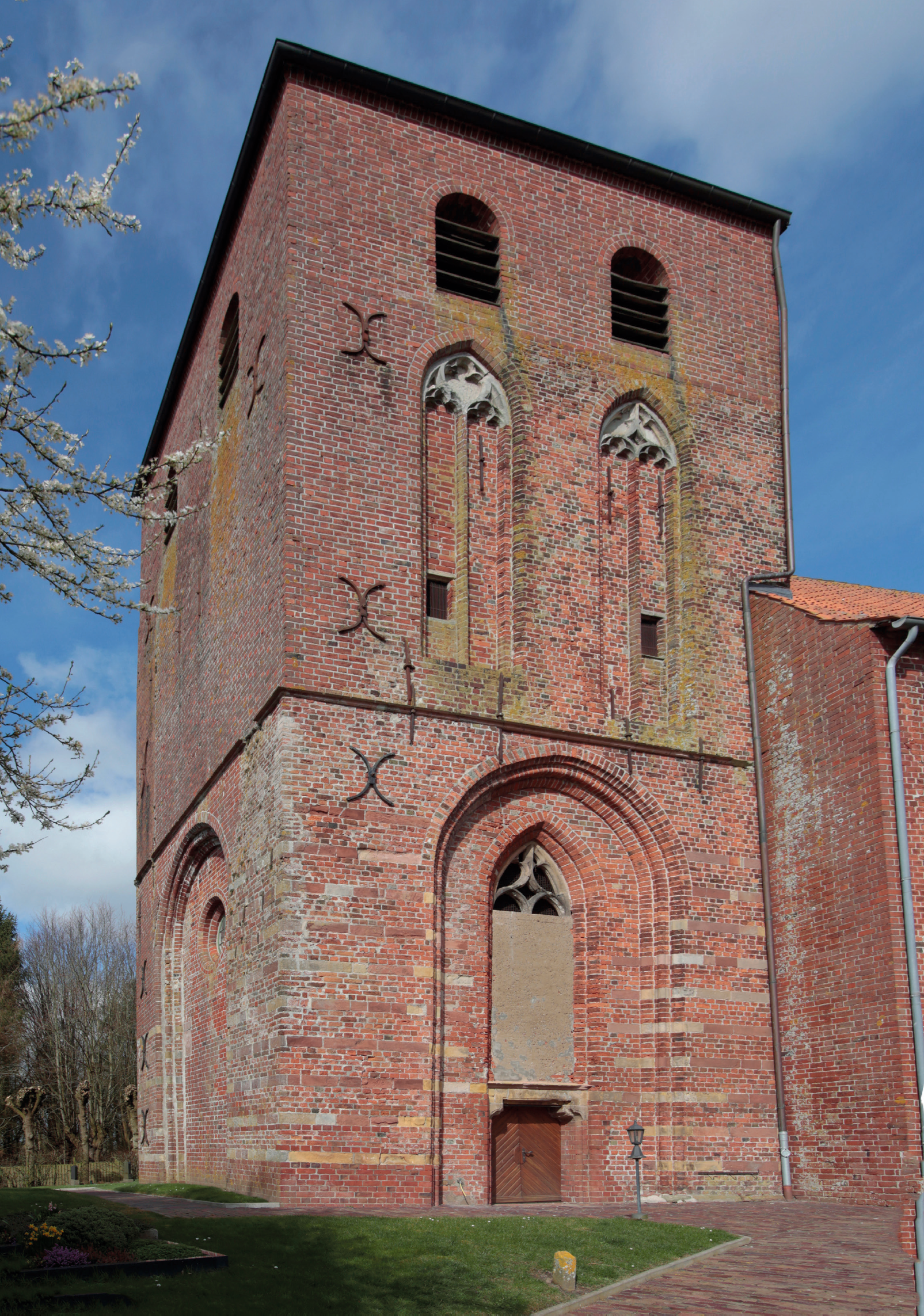
Westturm

Die Saalkirche auf rechteckigem Grundriss (33 × 12,9 Meter) ist aus rotem Backstein im Westteil des Dorfes nördlich der Burg Uttum auf einem Friedhofsgelände errichtet. Die Kirchwarft ist gegenüber der Dorfwarft um einen weiteren Meter aufgeschüttet. Ursprünglich wurde die Kirche von einem vierjochigen Domikalgewölbe überspannt und das östliche Joch der Einraumkirche diente als Chor. Die Schildbögen an den Wänden und die Eckdienste weisen noch auf die ursprünglichen Gewölbe mit nahezu quadratischen Joch-Grundrissen hin. Da das Gewölbe zu Beginn des 19. Jahrhunderts einsturzgefährdet war, wurde es im Jahr 1804 abgetragen und durch ein hölzernes Tonnengewölbe ersetzt, nachdem das Mauerwerk um 2,13 Meter erniedrigt worden war.
Die Außenmauern werden durch Lisenenfelder gegliedert. Drei Rundbogen-Portale erschlossen einst die Kirche, von denen zwei, das Nord- und Südportal, vermauert wurden. Heute wird das Gotteshaus durch den östlichen Eingang mit einem klassizistisch verzierten Portal betreten. Zwei der drei rundbogigen Doppelfenster mit schrägen Leibungen in der Südwand wurden später etwas vergrößert. Auch die Nordwand wird durch entsprechende paarige Fenster durchbrochen. In der Ostwand mit ihrer gestaffelten Dreifenstergruppe sind die Ecklisenen erhalten, während der Giebel erneuert wurde.
Der spätgotische Westturm aus dem Jahr 1527 auf annähernd quadratischem Grundriss (9,04 × 8,62 Meter) wurde ursprünglich durch umlaufende Gesimse in drei Geschosse gegliedert. Das erste Geschoss hat drei gestufte Blendbögen mit stumpfer Spitze und im Süden und Norden Specklagen aus hellem Sandstein. An der Südwand ist in die Nische ein Spitzbogenfenster mit Maßwerk im Giebelfeld eingelassen, während der untere Teil vermauert ist. In den westlichen Blendbogen ist seit dem 19. Jahrhundert ein kleines Rundfenster eingelassen. Das zweite Geschoss wird von je zwei zweibahnigen Spitzbogenblenden mit Maßwerk verziert; die Westmauer des Mittelgeschosses wurde 1932/33 schlicht aufgeführt. Nicht erhalten sind die Kleeblattblenden des dritten Geschosses. Dem ursprünglichen Satteldach mit Rundbogenfries war in 47 Meter Höhe ein schlanker Dachreiter aufgesetzt, der von einem Kreuz bekrönt war. Auf dem früheren Staffelgiebel waren vier steinerne Löwen- und Adlerfiguren angebracht, die niederländischen Einfluss aufwiesen und als Schildhalter dienten. Die Figuren sind seit etwa 1910 im Chorraum ausgestellt. Das um 8 Meter erniedrigte Obergeschoss hat an jeder Seite zwei Rundbogenöffnungen für das Geläut und wird von einem Zeltdach abgeschlossen. Das Dach wird von einem Himmelsrichtungsanzeiger und einem vergoldeten Hahn („Toornhantje“) von 1662 bekrönt.
Das Südportal führte früher in eine 9 Meter hohe Vorhalle mit Sterngewölbe, in der eine Loge eingebaut, die den Vornehmen des Ortes vorbehalten war. Erhalten sind die vier Konsolsteine, von denen zwei mit Tierköpfen und einer mit einem Ornament belegt sind. Der Turmraum wird heute von einer Holzbalkendecke abgeschlossen. Eine Wendeltreppe im nordöstlichen Eckpfeiler führt zum Glockengeschoss. Der Schulterbogen über dem Südportal des Turms trägt die die Inschrift des Häuptlings Omko Ripperda („1527 OMKO RIPPERDA DAM FERMSVM HOEFLINCK (T)O WTTVM / Aeildt vrese to loquart“). Der korrespondierende Schulterbogen des Nordportals ist ebenfalls mit der Jahreszahl 1527 bezeichnet und nennt den Namen Johannes von Bra, der als letzter Priester aus katholischer Zeit von 1520 bis 1535 in Uttum wirkte, und die Namen zweier Kirchvögte.

## Ausstattung

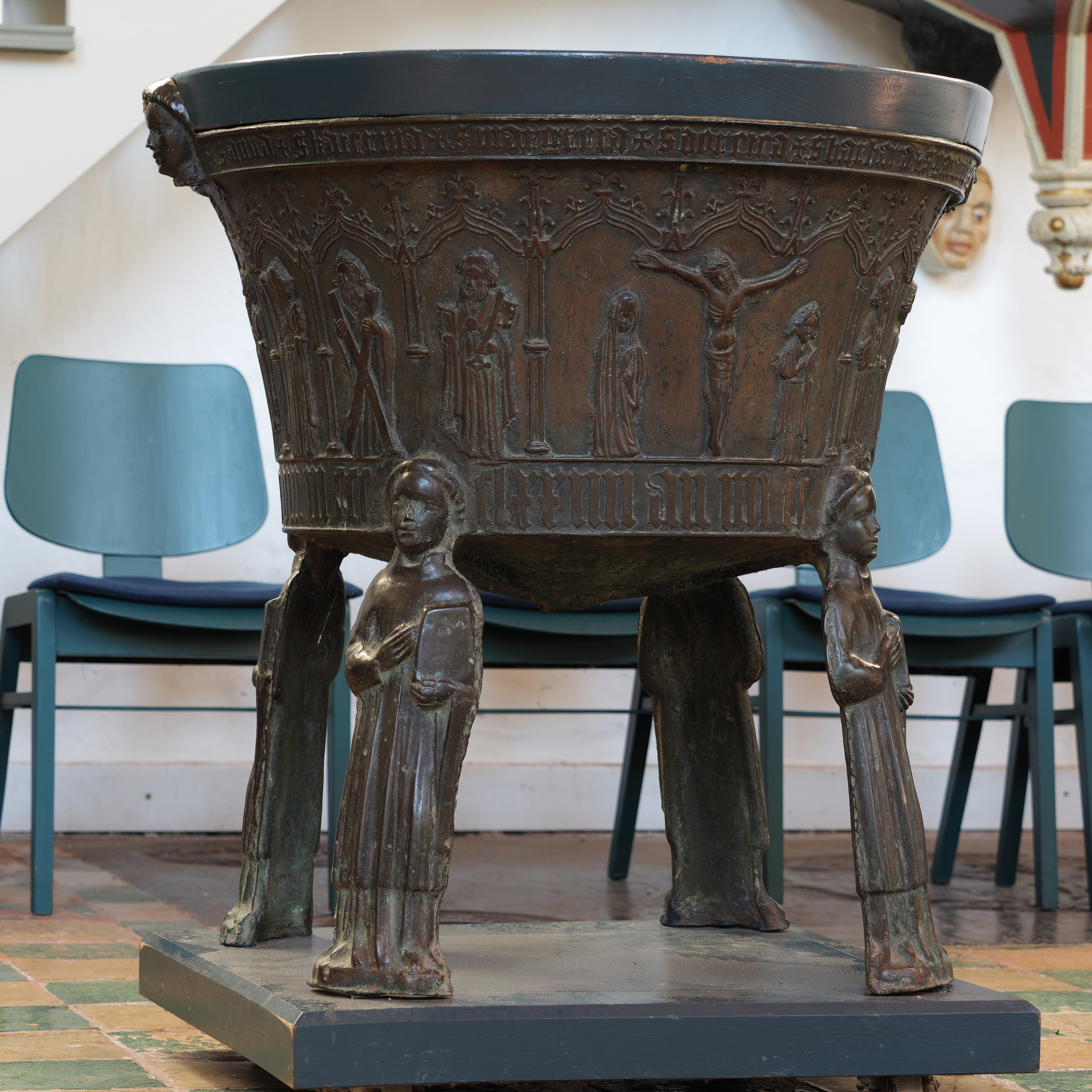
Taufbecken von Hinrich Klinghe (1474)

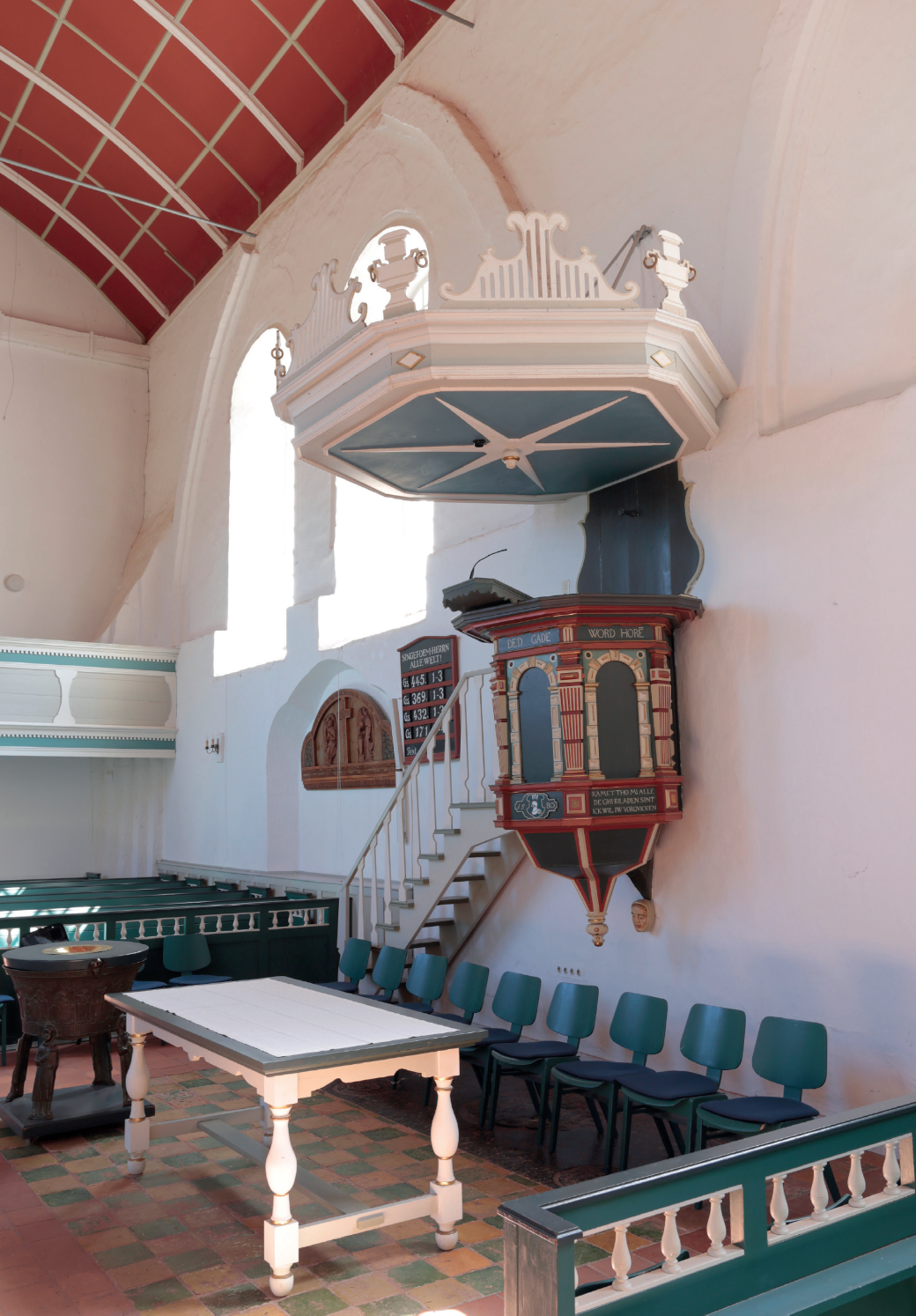
Renaissance-Kanzel von 1580

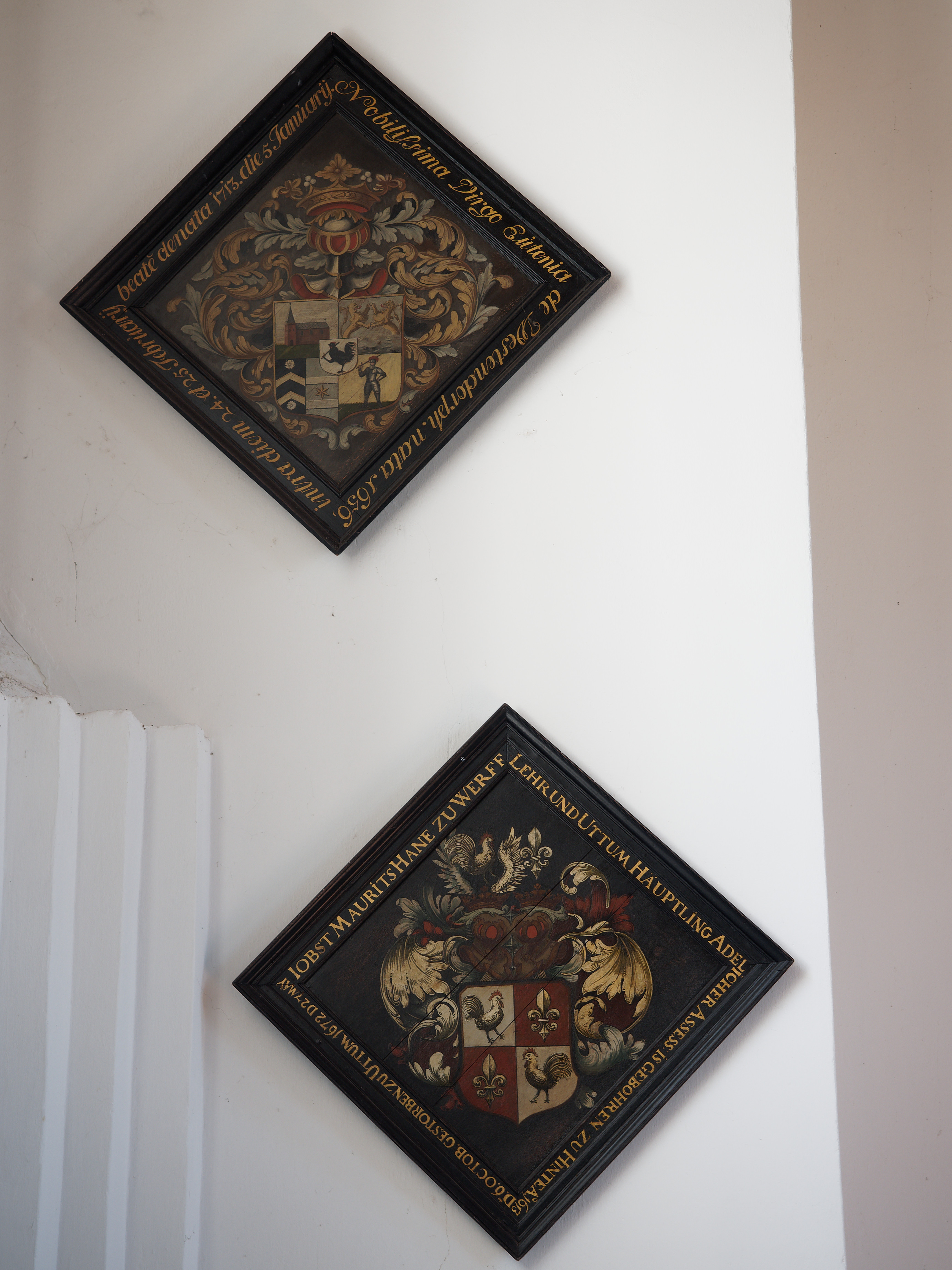
Totenschilde an der nördlichen Wand

Der Innenraum wird durch eine Segmentbogendecke abgeschlossen. An Einrichtungsgegenständen stammt nur das Bronzetaufbecken aus vorreformatorischer Zeit, das im Jahr 1474 von Hinrich Klinghe gegossen wurde und auf vier Füßen in Gestalt von Diakonen (oder den Evangelisten) ruht. Es ist 0,89 m breit und 0,93 m hoch, das Becken hat einen Durchmesser von 0,81 m. Die Wandungen zeigen in zwei großen Feldern Taufe und Kreuzigung Christi und in elf kleineren Feldern Apostel und Heilige. Der obere Beckenrand trägt die Namen von zehn heiligen Frauen und die Inschrift „hindrik klinghe de heft mi gaten“ und der untere Beckenrand die Jahreszahl 1474 und den Bibelvers Joh 10,9 . Der ursprüngliche Bronzedeckel und ein reich geschnitzter Renaissance-Deckel sind nicht erhalten. Heute wird das Becken von einer Holzplatte mit Messingschale abgedeckt.
Das bemalte Mobiliar der Kirche, dessen farbliche Fassung von 1971 auf den Kirchenmaler Hermann Oetken aus Delmenhorst zurückgeht, stammt größtenteils aus dem 16. Jahrhundert; die Kanzel datiert von 1580 und gilt als älteste protestantische Kanzel in Ostfriesland. Der dreiseitige Kanzelkorb ist im Stil der Renaissance mit Beschlagwerk verziert. Das vordere Sockelfeld ist mit der Jahreszahl 1580 bezeichnet und trägt das Wappen der Familie von Frese, einen Turnierhelm mit drei Kugeln und drei Straußenfedern. Auf den anderen Feldern sind vier Bibelverse zu lesen. Die Kanzelfelder mit Rundbögen werden durch kannelierte Hermenpilaster gegliedert. Der sechsseitige, spätklassizistische Schalldeckel mit bekrönenden Vasen und Gittern wurde 1850 ergänzt. Die als Torso erhaltene dreisitzige Kirchenratsbank von 1584 mit Hermenpilaster stand ursprünglich an der östlichen Chorwand und wohl seit der Innenrenovierung von 1971 an der Westwand, nachdem es Jahrzehnte im Pfarrhaus stand. Die hölzerne Schrifttafel (2,08 m × 2,17 m) von 1588 mit den Einsetzungsworten ist an der Nordwand angebracht. Sie wird von zwei kannelierten Halbsäulen und geschnitzten Ornamenten unter einem Architrav gerahmt. Es handelt sich um das übermalte Mittelstück eines Altarretabels.
Um 1660 baute ein unbekannter Orgelmeister die bedeutende Orgel der Uttumer Kirche unter Verwendung älteren Pfeifenmaterials. Das weitgehend erhaltene Renaissance-Instrument weist einen altniederländischen Einfluss auf und ist von europäischer Bedeutung.
Zu den Vasa Sacra gehören ein silberner Kelch aus dem Jahr 1584 eines Emder Silberschmieds mit den Meisterzeichen „S“ (Willem Schinkel oder Haro Schemerinck), ein Silberteller von 1856 aus der Werkstatt Wilkens & van Hoorn in Emden, eine versilberte Weinkanne von 1857 und eine Geldbüchse mit der Inschrift „Uttumer Kirche“. Die drei Kronleuchter werden ebenfalls 1856 angeschafft. Das Kirchengestühl von 1971 lässt einen Mittelgang frei. Der heutige Abendmahlstisch aus Eiche mit Balusterbeinen datiert aus demselben Jahr.
In der Kirche erinnern drei hölzerne Ehrentafeln an die Gefallenen und Vermissten des Krieges 1870/1871 und der beiden Weltkriege sowie sechs quadratische Totenschilde an der West- und Nordwand mit Wappen und Umschriften an Verstorbene der lokalen Adelsfamilien: Jobst Maurits Hane (1613–1672), Johan Hane († 1675), Hero Moritz Freyherr von Innhausen und Knyphausen (1646–1678), Henricus von Westendorp (1654–1707), Eutenia von Westendorph (1656–1713) und Habbo Freyherr von Westendorph (1665–1737).
Ein trapezförmiger Grabstein von 1513 aus rotem Main-Sandstein zeigt die Symbole des verstorbenen Priesters Hinric van Bra: Wappen und Kelch. Eine Grabplatte aus belgischem Syenit, die Vincent Lukas angefertigt hat, zeigt den Uttumer Junker Aildt Vrese († 1542) auf einem Relief. Die Grabplatte aus Blaustein für seinen Bruder Frans Friese (Vrese) († 1558) stellt ihn mit Schwert und Harnisch unter einem Rundbogen dar, gerahmt vom Totentanz, von Lilien, Ranken, Vögeln und Engeln sowie der Umschrift. Bei beiden Vrese-Platten steht der Tod in Form eines Skeletts mit Sanduhr in der linken Hand im Hintergrund. Der „Hanesche Stein“ erinnert an Jobst Maurits Hane und Johann Hane. Erhalten sind Fragmente einer Grabplatte aus Sandstein für Beno Liudwardisna Beninga († wohl 1493). An der Südwand des Chors erinnern Grabplatten aus Blaustein an die Uttumer Prediger Ubbo Chritius († 1647) und Cornelius Wiben (Wybenius Müller) († 1666), an den Lehrer Johannes Knottnerus († 1783), seine Frau Habbina Edzards († 1810) und ihre beiden Töchter Antina († 1817) und Katharina Knottnerus († 1771) sowie an Ave Gabrantz († 1581). Das Epitaph für Habbo zu Westendorph († 1737) ist unter der Kanzel im Boden eingelassen. Der im Chor eingemauerte „Schulstein“ ist ein Giebelstein von 1580 aus Sandstein und gilt als eines der ältesten Zeugnisse ostfriesischer Schulgeschichte.

## Geläut
Das Glockengeschoss des Turms beherbergt ein Vierergeläut aus Bronze, drei Läuteglocken und eine Stundenglocke. Die älteste Glocke von 1444 ist der heiligen Katharina geweiht. Sie befand sich im ehemaligen Dachreiter und dient heute im nordöstlichen Fenster des Turms als Schlagglocke. Im Jahr 1465 wurde die Marienglocke von Ghert Klinghe gegossen, auf der die Namen des Häuptlings Beno und seiner Frau verewigt sind. Godfried Baulard Lotharingius schmolz im Jahr 1659 eine Glocke aus dem Jahr 1318 für eine neue ein. Ein Jesus-Glocke von 1487 erhielt der Überlieferung nach im Jahr 1643 einen Sprung und wurde 1876 durch Rincker umgegossen. Da sie 1917 im Ersten Weltkrieg an die Rüstungsindustrie abgeliefert werden musste, wurde 1959 eine Glocke aus Eisen als Ersatz gegossen. Nach 50 Jahren war sie beschädigt und musste stillgelegt werden. 2013 schaffte die Gemeinde eine neue Bronzeglocke an. Die 1942 abgelieferte Baulard-Glocke und Katharina-Glocke entgingen dem Einschmelzen und konnten 1948 vom Hamburger Glockenfriedhof nach Uttum zurückgebracht werden.
| Nr. | Name             | Gussjahr | Gießer            | Durchmesser (mm) | Masse (kg) | Schlagton (HT-1/16) | Inschrift | Bild |
| --- | ---------------- | -------- | ----------------- | ---------------- | ---------- | ------------------- | --- | ---- |
| 1   | Marien-Glocke    | 1465     | Ghert Klinghe     | 1668             | ca. 2.880  | c′ -7               | Anno dni MCCCC LXV Maria ik hete / de van Uttum hebbe mi late gheten / tho unser leve vrouwen ere. (Im Jahre des Herrn 1465, ich heiße Maria / die Uttumer haben mich gießen lassen zu unserer lieben Frauen Ehre.) [Kreuzigungsgruppe und Maria mit Paulus und der hl. Katharina] Defunctos plango. vivos voco. fulgura frango. est hic curatus francko de Wirdum natus. est beno praepositus honorabilis et capitalis, uxor eius etta que de herlingia nata. / ghert klinghe mi ghegoten haed, god gheve siner selen rat. men sal mi alle vridaghe luden. dat sal uns de passie beduden. dat cristus leed pu (statt: up) den vridach den doet. des help uns god uut aller noet. (Gestorbene besing ich, Lebende ruf ich, Blitze brech ich. Pfarrer ist hier Franko, aus Wirdum gebürtig. Beno ist ehrwürdiger Propst und Häuptling, seine Gattin ist Etta, gebürtig aus dem Harlingerland. Ghert Klinghe hat mich gegossen. Gott gebe seiner Seele Rat. Man soll mich alle Freitage läuten. Das soll uns an die Passion erinnern, dass Christus an einem Freitag den Tod erlitt. Des helfe uns Gott aus aller Not.) |      |
| 2   | Jesus-Glocke     | 2013     | Rincker           | 1406             | 1886       | es′ -3              | Den Opfern beider Weltkriege 1914 – 1918 und 1939 – 1945. Jesus Christus spricht: Ich lebe und ihr sollt auch leben. [Segelschiff mit Wellen] Die Uttumer haben mich giessen lassen im Jahre des Herrn 2013 |      |
| 3   | Baulard-Glocke   | 1659     | Gottfried Baulard | 1160             | ca. 910    | ges′ 0              | ANNO DNI 1318 IS DISSE KLOCKE ERST MAEL GEGOTEN ANNO 1659 HEBBEN DE HOCHEDEL GEBOOHRNER IUNKER JOEST MAURITZ HANETHO LEHR UND UTTUM HOVETLINGH DE EERWER: D: CORNELIUS WIBENIUS MULLER PREDIGER IN UTTUM UND DE GEMEENE DESE KLOCKE LATEN VORGETEN DORCH MEISTER GODFRIED BAULARD LOTHARINGIUS HERM: CONR: MULLER ORGANISTA |      |
| 4   | Katharina-Glocke | 1444     | unbekannt         | 600              | 140        | ges′′ -5            | Katarina bin ik gheheten de van Uttum hebben mi laten gheten anno dm m cccc xliiii |      |